# Karlsquell
Karlsquell es una marca de cerveza, vendida en los supermercados de descuento Aldi (de origen alemán) desde el 1 de enero de 2003. En España existen distintas variedades de Karlsquell, comercializadas en latas de 33 cl y botellines de 20 cl.
Está considerada una bebida de culto para el movimiento punk, y para otras subculturas alemanas, sobre todo a partir de la promoción llevada a cabo gracias a la canción del mismo nombre de la banda alemana Slime. La popularidad de ésta cerveza en Alemania hizo que incluso un personaje de la parodia de Star Trek "Sinnlos im Weltraum" se llamase Karlsquell (el personaje fue interpretado por el actor Jon de Vries).
Karlsquell está producida por el grupo Holsten-Brauerei AG, uno de los grupos de bebidas más grandes del mundo.
Es vegana.

## La retirada de las latas de Karlsquell en Alemania
Actualmente, la cerveza Karsquell no se encuentra a la venta en Alemania. En su lugar, Aldi vende actualmente cerveza de la marca Maternus en botellas de plástico; sin embargo esta cerveza sigue produciéndose en Bocholt (Bélgica). Los únicos países en los que se sigue vendiendo Karlsquell en latas son Bélgica, Luxemburgo, Francia y España. Su importación a Alemania está permitida sólo en pequeñas cantidades, para consumo privado.
En enero de 2013 la cerveza marca Karlsquell en el formato de botella de cristal de un litro que se vende en España pasa a estar fabricada por Font Salem, S.L, (El Puig, Valencia).